# Rick MacLeish
Richard George „Rick“ MacLeish (* 3. Januar 1950 in Cannington, Ontario; † 30. Mai 2016 in Philadelphia, Pennsylvania, USA) war ein kanadischer Eishockeyspieler, der im Verlauf seiner aktiven Karriere zwischen 1970 und 1984 unter anderem 960 Spiele für die Philadelphia Flyers, Hartford Whalers, Pittsburgh Penguins und Detroit Red Wings in der National Hockey League (NHL) auf der Position des Centers bestritten hat. Mit den Philadelphia Flyers gewann MacLeish in den Jahren 1974 und 1975 den Stanley Cup.

## Karriere
Der 1,80 m große Mittelstürmer begann seine Karriere in der Ontario Hockey Association (OHA) bei den Peterborough Petes, bevor er beim NHL Amateur Draft 1970 als vierter Spieler in der ersten Runde von den Boston Bruins ausgewählt (gedraftet) wurde. Noch bevor er seinen ersten NHL-Einsatz absolvieren konnte, wechselte MacLeish im Februar 1971 gemeinsam mit Danny Schock zu den Philadelphia Flyers. Im Gegenzug erhielten die Bruins Mike Walton.
Ab der Saison 1970/71 gehörte der Kanadier zum Kader der Flyers, doch in den ersten beiden Jahren spielte er noch häufig in Farmteams bei den Oklahoma City Blazers in der Central Hockey League (CHL) und den Richmond Robins in der American Hockey League (AHL). In den Jahren 1974 und 1975 gewann er mit den Flyers den Stanley Cup und konnte in beiden Jahren die Playoffs als bester Scorer abschließen. Nach elf Jahren bei den Flyers wechselte der Stürmer zur Saison 1981/82 zu den Hartford Whalers. Der Transfer umfasste in seiner Gesamtheit fünf Spieler und fünf Draft-Wahlrechte, doch schon nach 34 Spielen wechselte MacLeish erneut, diesmal zu den Pittsburgh Penguins. Im folgenden Jahr bestritt er nur sechs Spiele für die Penguins und tauchte auch für ein Spiel beim EHC Kloten in der Schweiz auf. Seine letzte Saison 1983/84 begann er dann wieder in Philadelphia, wechselte aber noch einmal zu den Detroit Red Wings, bevor er seine Karriere beendete.
MacLeish verstarb im Mai 2016 im Alter von 66 Jahren in seiner Wahlheimat Philadelphia.

## Erfolge und Auszeichnungen
| - 1970 OHA First All-Star Team - 1974 Stanley-Cup-Gewinn mit den Philadelphia Flyers - 1974 Topscorer der Stanley-Cup-Playoffs - 1974 Bester Torschütze der Stanley-Cup-Playoffs - 1975 Stanley-Cup-Gewinn mit den Philadelphia Flyers | - 1975 Topscorer der Stanley-Cup-Playoffs - 1976 Teilnahme am NHL All-Star Game - 1977 Teilnahme am NHL All-Star Game - 1980 Teilnahme am NHL All-Star Game |

## Karrierestatistik
(Legende zur Spielerstatistik: Sp oder GP = absolvierte Spiele; T oder G = erzielte Tore; V oder A = erzielte Assists; Pkt oder Pts = erzielte Scorerpunkte; SM oder PIM = erhaltene Strafminuten; +/− = Plus/Minus-Bilanz; PP = erzielte Überzahltore; SH = erzielte Unterzahltore; GW = erzielte Siegtore; 1 Play-downs/Relegation; Kursiv: Statistik nicht vollständig)